# Ittoritteq
Ittoritteq [ˈitːɔˌɴitːɜ(q)] (nach alter Rechtschreibung Ivtorigteĸ; dänisch Kap Stewart) ist eine wüst gefallene grönländische Siedlung im Distrikt Ittoqqortoormiit in der Kommuneqarfik Sermersooq.

## Lage
Ittoritteq befindet sich am Westufer der Mündung des Kangersaajiva (Hurry Inlet) in den Kangertittivaq. Etwas weiter südlich liegt das Innagajik genannte Südostkap von Jameson Land, dessen dänischer Name Kap Stewart auch für Ittoritteq gebraucht wird. Die Entfernung bis nach Ittoqqortoormiit beträgt 24 km nach Osten.

## Geschichte
Bei Ittoritteq wurden zahlreiche Winterhäuser, Zeltringe und Gräber der Thule-Kultur gefunden, die belegen, dass es sich neben Suuninngivaajik um die größte Wintersiedlung der Region handelte. 1925 wurde Ittoritteq als einer der drei ersten Wohnplätze zusammen mit Ittoqqortoormiit gegründet. Drei Häuser wurden errichtet und Carl Ryders Depothütte von 1892 wiederhergestellt. 1930 lebten 32 Personen in Ittoritteq. 1940 waren es 15 und 1944 verließen die letzten vier Bewohner den Ort, der damit als erster im Distrikt aufgegeben wurde.